# Poli ADP ribosa polimerasa

ADP ribose.

Nicotinamida adenina dinucleótido.

La familia de polimerasas (del inglés Poly (ADP-ribose) Polymerases PARP) es una familia de proteínas implicadas en un gran número de procesos celulares que implican principalmente reparación de ADN y muerte programada de la célula.

## Miembros de la familia PARP
El PARP comprende 17 miembros. Todos tienen estructuras muy diferentes y diferentes funciones en la célula.
- PARP1, PARP2, VPARP (PARP4), Tankyrasa-1 y -2 (PARP-5un o TNKS, y PARP-5b o TNKS2) tienen una actividad PARP.
- Otros incluyen PARP3, PARP6, TIPARP (o «PARP7»), PARP8, PARP9, PARP10, PARP11, PARP12, PARP14, PARP15, y PARP16.

## Estructura PARP
Las polimerasas PARP se componen de cuatro dominios de interés: un dominio de unión al ADN, un dominio caspasa-hendida (véase abajo), un dominio auto-modificación y un dominio catalítico. El dominio de unión a ADN está compuesto por dos motivos de dedo de cinc. En presencia de ADN dañado (base par-suprimido), el dominio de unión a ADN se unen el ADN e inducir un cambio conformacional. Se ha demostrado que este enlace se produce independientemente de los otros dominios. Esto es esencial en un modelo de muerte celular programada basado en caspasa escote inhibición de PARP. El dominio auto-modificación es responsable de liberar la proteína del ADN después de la catálisis. Además, desempeña un papel integral en la inactivación inducida por el escote.

## Funciones PARP
Las PARP se encuentran en el núcleo de la célula. Su papel principal es detectar e iniciar una respuesta celular inmediata frente a roturas de ADN monocatenario (SSB) inducidas por radiación, químicos o por el metabolismo celular por medio de la señalización a la maquinaria enzimática implicada en la reparación SSB. La activación PARP es una inmediata respuesta celular al daño de ADN SSB metabólico, químico o inducida por radiación. Una vez que la PARP detecta un SSB, se une al ADN y, después de un cambio estructural, comienza la síntesis de una cadena de la poli (ADP-ribosa) (PAR) como una señal para las otras enzimas de reparación de ADN como ADN ligasa III (LigIII), beta del ADN polimerasa (polβ), y andamios proteínas tales como rayos x Cruz-complementando gene 1 (XRCC1). Después de la reparación, las cadenas PAR son degradadas mediante ribosa glycohydrolase (PARG). [1]
Es interesante notar que NAD+ se requiere como substrato para la generación de los monómeros de ADP-ribosa. La sobreactivación de PARP puede agotar los depósitos celulares de NAD + e inducir un progresivo agotamiento de ATP y la muerte celular necrótica, puesto que se inhibe la oxidación de la glucosa. En este sentido, PARP es inactivada por clivaje de la caspasa-3 (en un dominio específico de la enzima) durante la muerte celular programada.
Las enzimas PARP son esenciales en una serie de funciones celulares, [2] incluyendo la expresión de genes inflamatorios: PARP1 [3] es necesaria para la inducción de la expresión génica de ICAM-1 por las células del músculo liso, en respuesta a TNF. [4]

## Actividad PARP
El dominio catalítico es el responsable de la polimerización de la poli (ADP-ribosa). Este dominio tiene un motivo altamente conservado que es común a todos los miembros de la familia PARP. El polímero PAR puede alcanzar longitudes de hasta 200 nucleótidos antes de inducir procesos apoptóticos. La formación del polímero PAR es similar a la formación del polímero de ADN desde trifosfatos de nucleósidos. La síntesis normal de ADN requiere que un pirofosfato actúe como el grupo saliente, dejando a un único grupo fosfato uniendo azúcares desoxiribosa. PAR se sintetiza con Nicotinamida (NAM) como el grupo saliente. Esto deja un pirofosfato como el grupo de enlace entre el azúcar ribosa en lugar de un único grupo fosfato. Esto crea un bulto especial a un puente PAR, que puede tener un papel adicional en la señalización celular.

### Función de reparar roturas de las uniones de ADN
Una función importante de las PARP consiste en asistir a la reparación de roturas en el ADN celular single-strand DNA nicks. Se une a sitios con monocatenarias a través de sus dedos de zinc N-terminal y reclutan XRCC1, ADN ligasa III, ADN polimerasa beta y una quinasa al .
Esto se llama la reparación por escisión de base (BER). La PARP-2 se ha demostrado que oligomeriza con PARP-1 y, por tanto, también está implicado en BER.
También se ha demostrado la oligomerización para estimular la actividad catalítica de la PARP.

### PARP-1
Se ha descrito recientemente que la enzima Poli (ADP-Ribosa) polimerasa (PARP-1) es una proteína de unión al ADN muy abundante en células somáticas, que detecta específicamente roturas en el ADN celular y participa en determinados procesos que conducen a su reparación.
Así, roturas en las cadenas sencillas de ADN inducen la activación del PARP que, utilizando NAD+ como sustrato y ADN como cofactor, cataliza la adición de ADP-ribosa a enzimas reparadoras del ADN, histonas y factores de transcripción.
La PARP-1 es también conocida por su papel en la transcripción a través de remodelación de la cromatina de histonas PAR y lating y estructura de la cromatina, relajante permitiendo transcripción complejas para acceder a los genes.

### PARP-2
Las PARP-1 y PARP-2 son activadas por monocatenarias de ADN, y ratones knockout de la PARP-1 y PARP-2 tienen graves deficiencias en la reparación del ADN y mayor sensibilidad a la radiación ionizante o agentes alquilantes. [5]

### Actividad y vida útil de PARP
La Actividad PARP (que es principalmente debido a la PARP1) medida en los leucocitos mononucleares permeabilized glóbulos de correlatos trece especies de mamíferos (rata, cuy, conejo, Tití, oveja, cerdo, ganado, chimpancé pigmeo, caballo, burro, gorila, elefante y hombre) con duración máxima de la especie. [6] la diferencia de longevidad entre los más larga - (seres humanos) y especies shortest-lived (rata) fue cinco veces. Se analizó la reacción automodification del ser humano y la rata PARP-1 y PARP-1 humano fue encontrado para tiene un doble superior Poly(ADP-ribosyl) capacidad de acción de la enzima de la rata, que podría explicar, en parte, por la mayor actividad PARP en seres humanos que las ratas. [7] Las líneas celulares linfoblastoides establecidas a partir de muestras de sangre de seres humanos que eran centenarios (100 años o más) tienen actividad PARP significativamente más alta que las líneas celulares de individuos más jóvenes (20 a 70 años), [8] otra vez, lo que indica un vínculo entre la longevidad y la capacidad de reparación.
Estos resultados sugieren que la capacidad de reparación de ADN PARP-mediada contribuye a mamífero longevidad. Así estos resultados prestan apoyo a la teoría de daño del ADN del envejecimiento que se supone que reparado sin daños en el ADN son la causa subyacente del envejecimiento y que la capacidad de reparación del ADN contribuye a la longevidad. [9] [10]

### Función de tankyrases
Los tankyrases son repeticiones de PARP que comprenden ankyrin, dominio de oligomerización (SAM) y un dominio catalítico de PARP (PCD). Las Tankyrases son también conocidos como PARP-5a y 5b-PARP. Fueron nombrados para su interacción con las proteínas asociadas a telómero TRF1 y ankyrin repeticiones. Podrán consentir la eliminación del inhibidor de la telomerasa complejos de los extremos del cromosoma para permitir el mantenimiento del telómero. A través de su dominio de SAM y ANKs, pueden oligomerizar e interactuar con muchas otras proteínas, tales como TRF1, TAB182 (TNKS1BP1), GRB14, Piar, NuMa, EBNA-1 y Mcl-1. Tienen múltiples funciones en la célula, vesicular con insulina-responsiva amino peptidasa (IRAP) el tráfico a través de su interacción en vesícula GLUT4 (GSVs). También desempeña un papel en el ensamblaje del huso a través de su interacción con el aparato mitótico nuclear (NuMa), por lo tanto permitiendo la bipolaridad. En ausencia de TNKs, detención de la mitosis se observa en anafase pre por control de cinetocoro Mad2. Las TNKs también puede PARsylate Mcl - 1L y Mcl-1S e inhibir tanto su función pro - y anti-apoptotica. Aún se desconoce la relevancia de este.

### Función en muerte de célula
Las PARP puede ser activada en las células que experimentan estrés o daños en el ADN. Cuando la proteína está activada puede agotar el ATP de una célula en un intento de reparar el ADN dañado. Esta depleción de ATP en una célula conduce a lisis y muerte celular (necrosis). La proteína PARP también tiene la capacidad de inducir la muerte celular programada, mediante la producción de PAR, que estimula la mitocondria para liberar la AIF. Este mecanismo parece ser independiente de caspasas. La degradación proteolítica de PARP, por enzimas como las caspasas o caterpsinas, típicamente inactiva PARP. El tamaño de los fragmentos resultantes de la degradación proteolítica pueden ayudar a saber qué enzima fue la causante de la proteólisis, lo que puede ser útil para determinar qué camino de muerte celular programada se ha activado.